# Pholcus crassipalpis
Pholcus crassipalpis is een spinnensoort uit de familie trilspinnen (Pholcidae). De soort komt voor in Rusland en Oekraïne.